# Særlig økonomisk zone
 Der er for få eller ingen kildehenvisninger i denne artikel, hvilket er et problem. Du kan hjælpe ved at angive troværdige kilder til de påstande, som fremføres i artiklen.

Særlig økonomisk zone (SEZ, efter engelsk Special Economic Zone) er et geografisk område, der er omfattet af lovgivning, der er mere orienteret mod frihandel end lovgivningen i område, som zonen ligger i. Enkelte love som er gældende i resten af landet, gælder således ikke i den specielle økonomiske zone.
Særlige økonomiske zoner omfatter blandt andet frihandelsområder, eksportprocesseringszoner, frizoner, industriparker og frihavne.
Formålet med særlige økonomiske zoner er som regel at stimulere udenlandske direkte investeringer og/eller at udvikle infrastrukturen og skabe arbejdspladser.
| Økonomi | Spire Denne artikel om økonomi er en spire som bør udbygges. Du er velkommen til at hjælpe Wikipedia ved at udvide den. |